# Sociedad de Estadística e Investigación Operativa
La Sociedad de Estadística e Investigación Operativa es una organización española para el fomento del conocimiento y ejercicio de la estadística y de la investigación operativa. Cuenta con cerca de setecientos socios. Su presidenta desde 2022 es Begoña Vitoriano.

## Actividades
- Organización de congresos
- Edición de publicaciones: 
  - BEIO (Boletín de Estadística e Investigación Operativa)
  - TEST, una revista internacional de estadística y probabilidad
  - TOP, una revista internacional de Investigación Operativa
- Fomento de la investigación en sus áreas de competencia

## Historia
La SEIO fue fundada el 12 de febrero de 1962 como Sociedad Española de Investigación Operativa en los locales del Instituto de Investigaciones Estadísticas vinculado al Consejo Superior de Investigaciones Científicas aunque su campo se amplió a partir del 30 de junio de 1976 a la estadística y la informática. El 20 de diciembre de 1984 modificaron sus estatutos, cometidos y nombre, pasando a recibir su actual nombre. 